# Supertrain
Supertrain ist eine  US-amerikanische Science-Fiction-Fernsehserie, deren neun Episoden zwischen dem 7. Februar und dem 5. Mai 1979 auf NBC ausgestrahlt wurden.

## Handlung
Die Handlung der Serie findet auf dem sog. Supertrain statt, einem nuklearbetriebenen Schnellzug, der mit den Annehmlichkeiten eines Kreuzfahrtschiffs, wie einem Schwimmbad, Einkaufszentrum und einer Diskothek ausgestattet ist. Aufgrund der Größe des Zuges fährt er auf einer fiktiven Breitspur von mehr als 5 Metern. Mit Höchstgeschwindigkeiten um 402 km/h und einer Reisegeschwindigkeit von 305 km/h soll er eine fiktive Strecke von New York City nach Los Angeles in 36 Stunden bewältigen.
Wie in der zur gleichen Zeit produzierten Serie The Love Boat drehen sich die Geschichten um das Leben der Fahrgäste, üblicherweise mit mehreren verflochtenen Handlungssträngen. Ein großer Teil der Besetzung einer jeden Episode waren Gastauftritte. Die für die damalige Zeit sehr aufwendige Produktion arbeitete mit großen Studiokulissen und einem technisch anspruchsvollen Modellzug für Außenaufnahmen.

## Hintergrund
Supertrain war seinerzeit die bis dahin teuerste produzierte Fernsehserie in den Vereinigten Staaten. Die Dreharbeiten waren geplagt von Problemen wie verunglückten Modellzügen und obwohl die Serie während der Fernsehsaison 1978–1979 stark beworben wurde, erntete sie nur schlechte Kritiken und niedrige Zuschauerzahlen. Trotz einer Umstrukturierung der Besetzung stellte NBC die Serie nach nur drei Monaten ein. Aufgrund der hohen Kosten und dem US-Boykott der Olympischen Sommerspiele 1980 entging NBC nur knapp dem Bankrott. Daher blieb Supertrain auch als einer der größten Fernsehflops der Geschichte in Erinnerung.

## Episodenliste
| Nr. (ges.) | Nr. (St.) | Originaltitel                       | Erstausstrahlung USA | Regie            | Drehbuch                                    |
| ---------- | --------- | ----------------------------------- | -------------------- | ---------------- | ------------------------------------------- |
| 1          | 1         | Express to Terror                   | 7. Feb. 1979         | Dan Curtis       | Earl. W. Wallace, Donald E. Westlake        |
| 2          | 1         | And a Cup of Kindness, Too          | 14. Feb. 1979        | Rod Amateau      | Shimon Wincelberg                           |
| 3          | 1         | The Queen and the Improbable Knight | 21. Feb. 1979        | Charles S. Dubin | Brad Radnitz                                |
| 4          | 1         | Hail to the Chief                   | 28. Feb. 1979        | Barry Crane      | Robert I. Holt                              |
| 5          | 1         | Superstar                           | 14. März 1979        | David Moessinger | Larry Alexander                             |
| 6          | 1         | Pirouette                           | 7. Apr. 1979         | Barry Crane      | Jeff Wilhelm                                |
| 7          | 1         | A Very Formal Heist                 | 14. Apr. 1979        | Barry Crane      | Jeff Wilhelm, Brad Radnitz, Robert Stambler |
| 8          | 1         | The Green Girl                      | 28. Apr. 1979        | Cliff Bole       | Stephen Kandel                              |
| 9          | 1         | Where Have You Been Billy Boy       | 5. Mai 1979          | Barry Crane      | Brad Radnitz, Max Hodge, Bill Taub          |

## Kritik
2002 wählte die US-Fernsehzeitschrift TV Guide Supertrain auf Platz 28 der „50 Schlechtesten Fernsehserien aller Zeiten“.